# 시간 전쟁
시간 전쟁(영어: Time war)으로 통칭되는 마지막 대 시간전쟁(영어: The last great time war)은 영국의 드라마인 《닥터 후》 시리즈에 등장하는 타임로드와 달렉 간의 사건이다. 시간 전쟁으로 인해 달렉과 타임 로드 종족은 닥터에 의해 전멸하였는데 드라마 스토리 상에서 직접적으로 등장하지 않았기에 닥터와 마스터, 그리고 몇몇 달렉 군사들이 어떻게 살아남았는지 나오지 않다가 2007년 닥터 후 뉴 시즌 3에서 전쟁에 관해 언급된다.
공식적인 타임 라인에서는 1996년 영화 《닥터 후》 (Doctor Who)와 2005년 닥터 후 시리즈 사이의 공백기에 시간 전쟁이 일어난 것으로 되어 있으며 2005년판 닥터 후 드라마의 여러 에피소드에서 닥터의 말을 빌려 조금씩 언급되다가 "Last of the Time Lords"를 통해 첫 공식 등장한 뒤 "The End of Time"을 통해 본격적으로 등장하게 된다. 이는 올드 닥터 후 시리즈에서 등장하지 않은 개념이다.

## 시간 전쟁의 연속성
시간 전쟁은 스토리의 연속성에 대한 모순된 입장을 편리한 방식으로 설명하기 위해 제공되는 개념으로써, 작가 폴 코넬은 이 개념을 통해 올드 닥터 후 시리즈의 역설적인 설정이 시간 전쟁이라는 대사건으로 인해 상쇄되는 것으로 이야기를 변화시켰다. 수석 작가인 스티븐 모팻은 나아가 발전된 방식으로서 시간 전쟁이라는 사건 이후 일어나는 닥터 후 스토리에서 평행 우주의 개념과 시간을 도입, 변경된 이야기 개념에 연속적인 오류가 발생하지 않도록 만들어 '타임로드 닥터가 시간 전쟁을 통해 시간을 바꾸었다'는 전제 하에 닥터가 잘못되지 않도록 도와줄 수 있다고 확신했다.